# 760
Évszázadok: 7. század – 8. század – 9. század
Évtizedek: 710-es évek – 720-as évek – 730-as évek – 740-es évek – 750-es évek – 760-as évek – 770-es évek – 780-as évek – 790-es évek – 800-as évek – 810-es évek
Évek: 755 – 756 – 757 – 758 –  759 – 760 – 761 – 762 – 763 – 764 – 765

## Események
- A Halley-üstökös napközelbe kerül.

### Európa
- Miután az előző évben meghódította Septimaniát, Kis Pippin frank király megkezdi az Aquitániai Hercegség meghódoltatását. Azzal az ürüggyel, hogy Waifer herceg elkobozza az egyházi birtokokat elfoglalja Toulouse-t, Rodezt és Albit, valamint feldúlja Berryt és Auvergne-t.
- A walesi Brycheiniog, Gwent és Powys királyságok a herefordi csatában legyőzik Offa merciai királyt és felszabadulnak a merciai befolyás alól.
- Offa elrendeli, hogy Mercia nyugati határán tengertől tengerig terjedő, 240 km hosszú földsáncot építsenek a walesi betörések ellen (hozzávetőleges időpont).
- Meghal Beonna kelet-angliai király. Utóda I. Æthelred.

### Kína
- Szu-cung császár Li Fu-kuo eunuch hatására erőszakkal visszaköltözteti visszavonult apját a császári palotába, ahol gyakorlatilag házi őrizetben tartják. Li Fu-kuo nagy befolyásra tesz szert, ő lesz a testőrség parancsnoka is.
- Lu Jü elkezdi írni a Teáskönyv-et.

## Születések
- Szent Angilbert, frank pap, költő, diplomata
- Szíbavajh, perzsa nyelvész
- Orléans-i Theodulf, püspök
- Szláv Tamás, bizánci hadvezér

## Halálozások
- Cuthbert, canterburyi érsek
- Gangulphus, burgundi mártír
- Kómjó, Sómu japán császár felesége

## Fordítás
- Ez a szócikk részben vagy egészben  a(z)   760 című angol Wikipédia-szócikk ezen változatának fordításán alapul.  Az eredeti cikk szerkesztőit annak laptörténete sorolja fel. Ez a jelzés csupán a megfogalmazás eredetét és a szerzői jogokat jelzi, nem szolgál a cikkben szereplő információk forrásmegjelöléseként.